# Bohuslav Houfek
Bohuslav Houfek (17. únor 1919 Heřmanův Městec – 18. prosinec 1950 Praha) byl člen ilegální odbojové organizace Dr. Eduard Beneš. Byl souzen v 50. letech 20. století v politickém monstrprocesu Kolín, Weiland a spol.

## Život a činnost
Bohuslav Houfek vystudoval obecnou školu a tři třídy občanské školy. Ve vojenské službě dosáhl hodnosti vojína náhradní zálohy. Oženil se s Marií Výbornou, s níž měl dceru. Pracoval jako dělník v továrně ve Varnsdorfu.
Nebyl politicky činným až do roku 1945, tehdy se stává členem KSČ. Ze strany byl vyloučen při prověrkách v roce 1948, kdy strana vylučovala osoby s pochybnou minulostí či s vysokými kariérními cíli.

### Zatčení, obžaloba, rozsudek
Bohuslav Houfek byl obžalován z trestného činu velezrady, vyzvědačství, loupeže a vraždy. Měl být členem ilegální organizace Dr. Eduard Beneš, kterou vedl Bedřich Judytka, jehož byl zástupcem a zároveň byl jeho spojkou.  Jeho krycí jméno bylo Johana, později Blažena. Bohuslav Houfek měl sehrát aktivní roli v odsouzení a vraždě Jiřího Daneše-Hradeckého, údajného zrádce.
Dne 5. září 1949 měl jet spolu s Janem Přibylem, Antonínem Hošnou a Jiřím Danešem-Hradeckým za město. Mezi obcemi Falkov a Kytlice měl Antonín Hošna nafingovat poruchu automobilu. Při roztlačování auta měl Bohuslav Houfek využít situace a střelit zezadu Jiřího Daneše-Hradeckého. Jeho tělo mělo být následně svlečeno a odtaženo k potoku, kde bylo zakopáno. Bohuslav Houfek se účastnil i dalších aktivit organizace jako například loupežného přepadení či převedení odsouzeného nacisty Pfeifera přes hranice.
Bohuslav Houfek byl odsouzen k trestu smrti. Proti rozsudku se odvolal, ale Nejvyšší soud v Praze rozsudek Státního soudu z 21. července 1950 v plném rozsahu potvrdil (odvolání, projednávané 29. srpna 1950, bylo zamítnuto jako bezdůvodné). Bohuslav Houfek byl převezen spolu s ostatními odsouzenými do pankrácké věznice v Praze den po vynesení rozsudku.
Popraven byl ve tři čtvrtě na osm ráno 18. prosince 1950 na Pankráci. Manželka Bohuslava Houfka, Marie, žádala o tělo svého manžela a jeho osobní věci. Jediné, co získala od Pohřební služby hlavního města Prahy, byly fotografie.

## Hrob
V roce 1965 byla urna tajně pohřbena do společného hrobu na Motolském hřbitově. Zde bylo 20. května 2000 slavnostně otevřeno a vysvěceno Čestné pohřebiště politických vězňů. Jméno Bohuslava Houfka je uvedeno na jedné (umístěné vlevo) ze dvou šedých mramorových desek instalovaných v roce 2012.
Na Čestném pohřebišti III. odboje na Ďáblickém hřbitově se nachází jeho symbolický hrob. Tamní symbolické náhrobky odkazují na zemřelé politické vězně bez ohledu na jejich skutečné místo pohřbení.

## Připomínka
- Jeho jméno je uvedeno na Pomníku Miladě Horákové a Obětem komunismu v Praze 4 - Nuslích na Náměstí Hrdinů, u stanice metra Pražského povstání, před Vrchním soudem v Praze a Vrchním státním zastupitelstvím v Praze.[8]

## Galerie

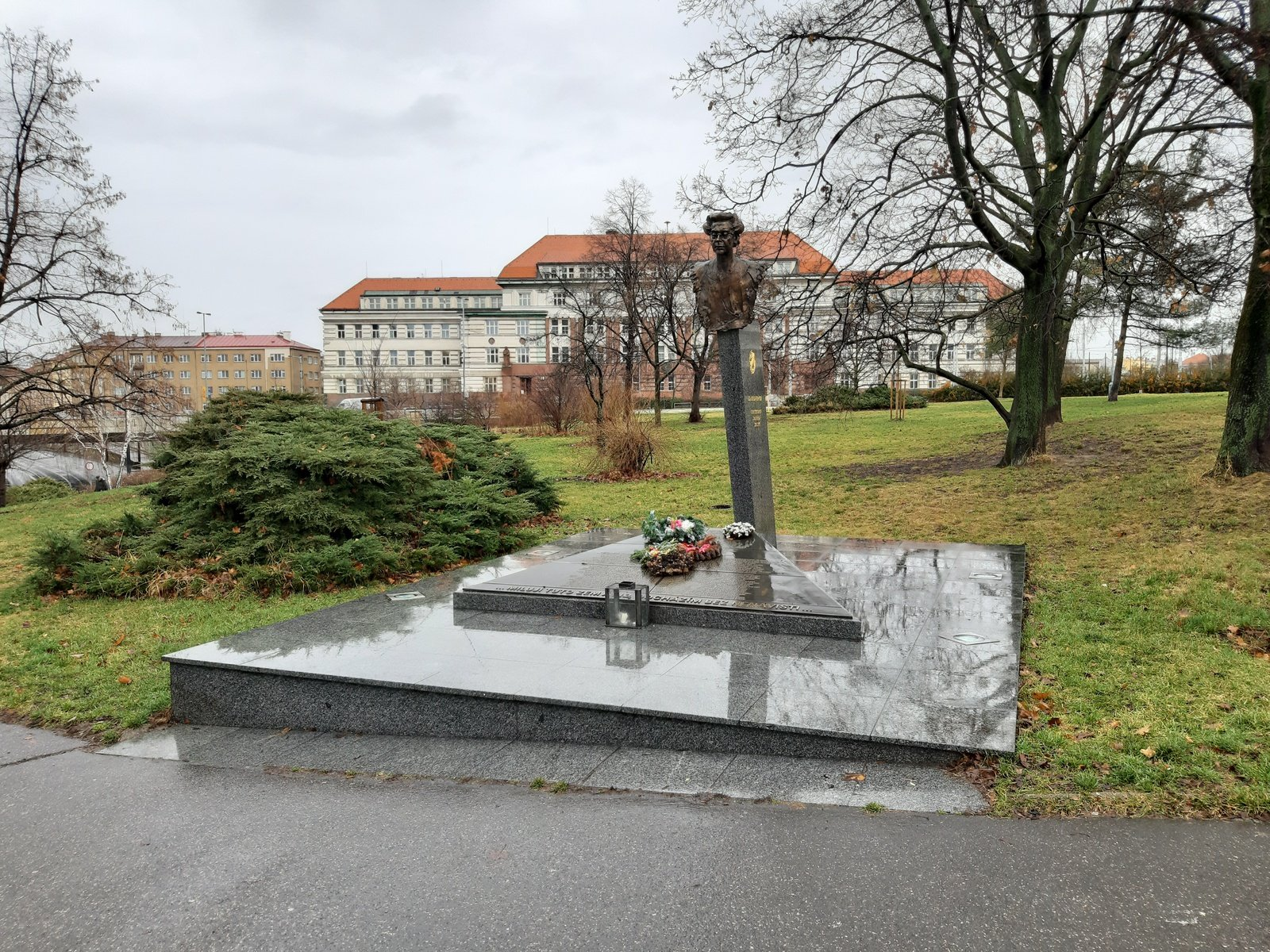
Pomník na náměstí Hrdinů v Praze 4 - Nuslích
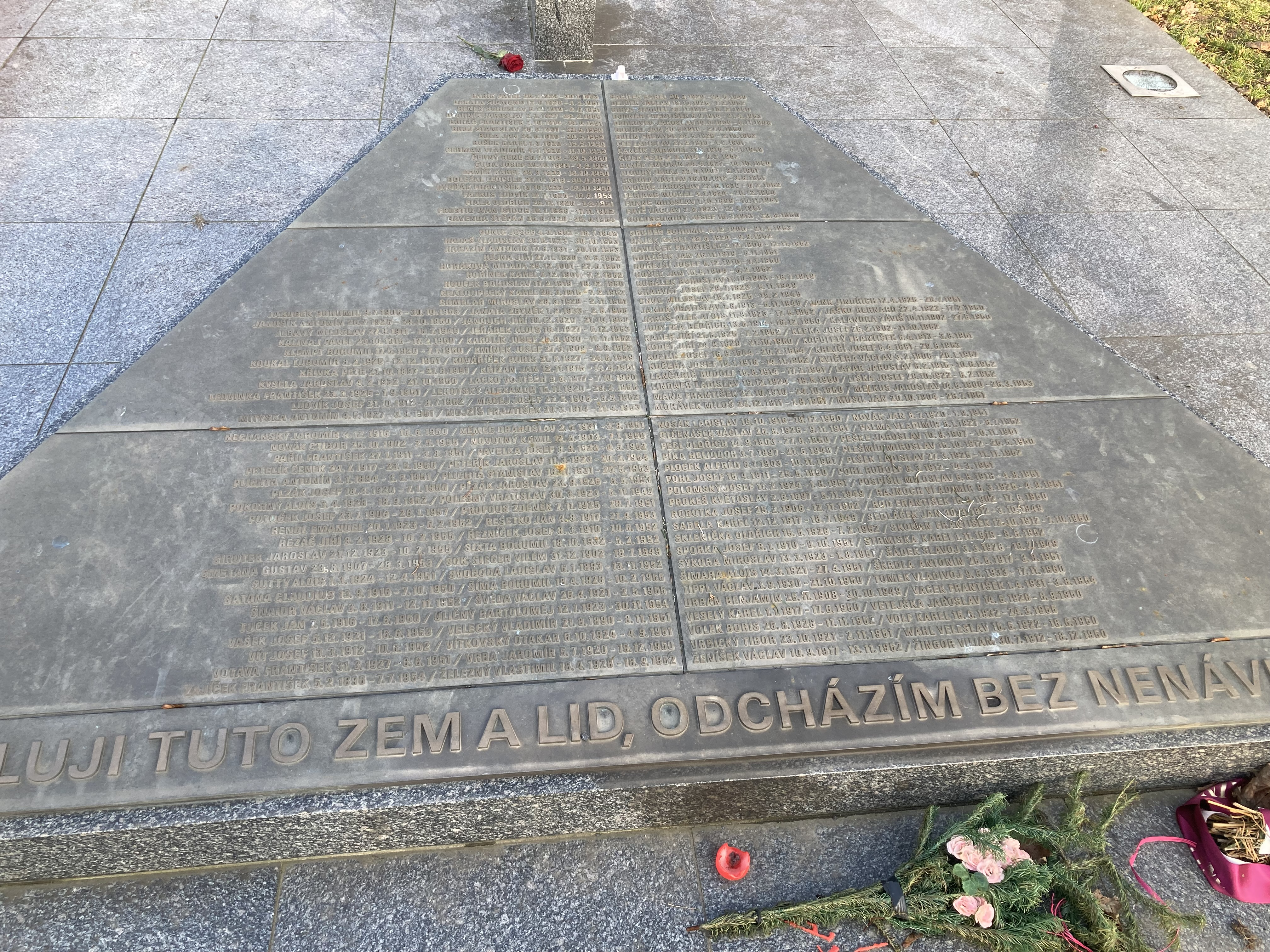
Seznam obětí komunismu se jménem B. Houfka na pomníku na náměstí Hrdinů v Praze 4 - Nuslích
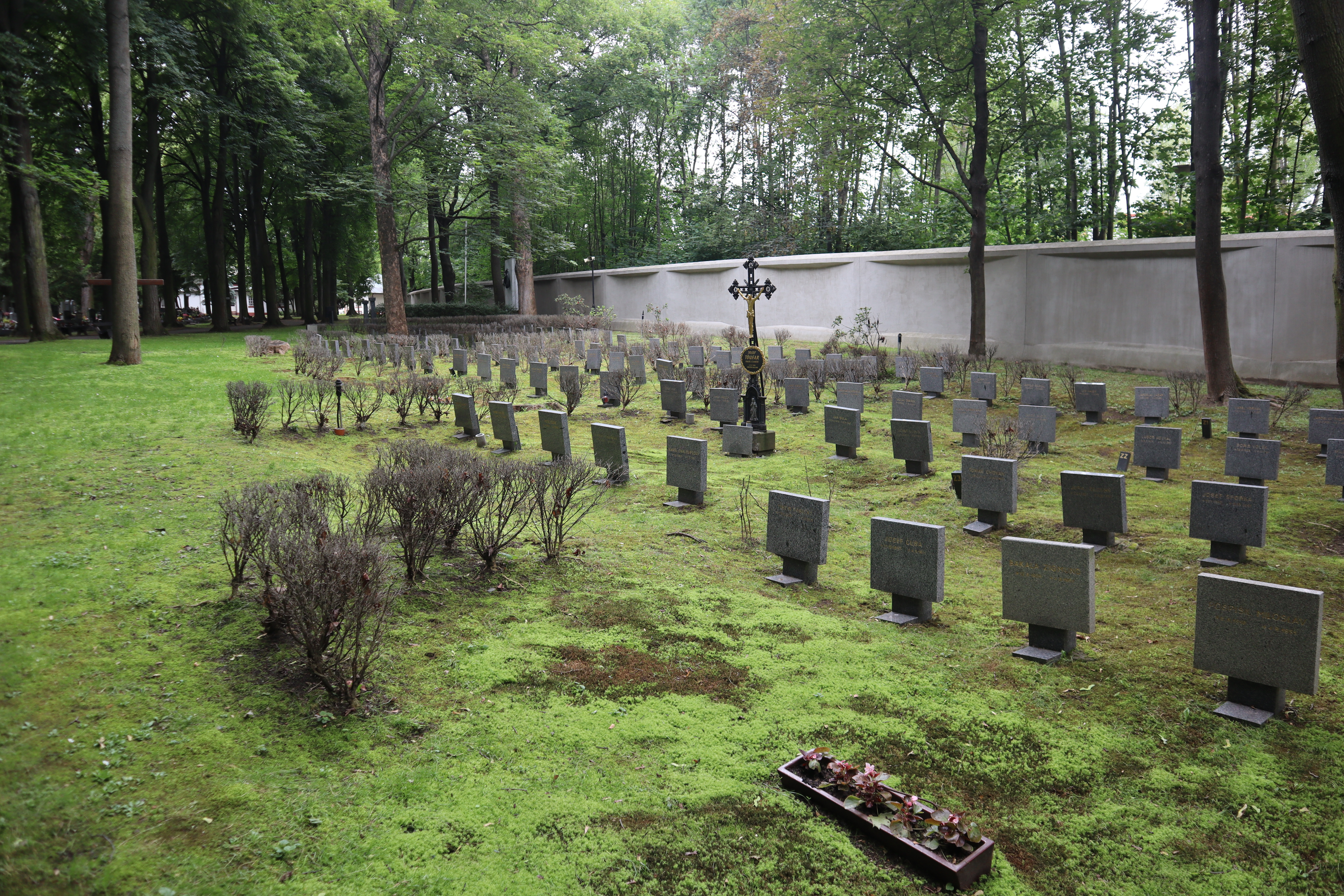
Čestné pohřebiště popravených a umučených z 50. let (III. odboj) na Ďáblickém hřbitově
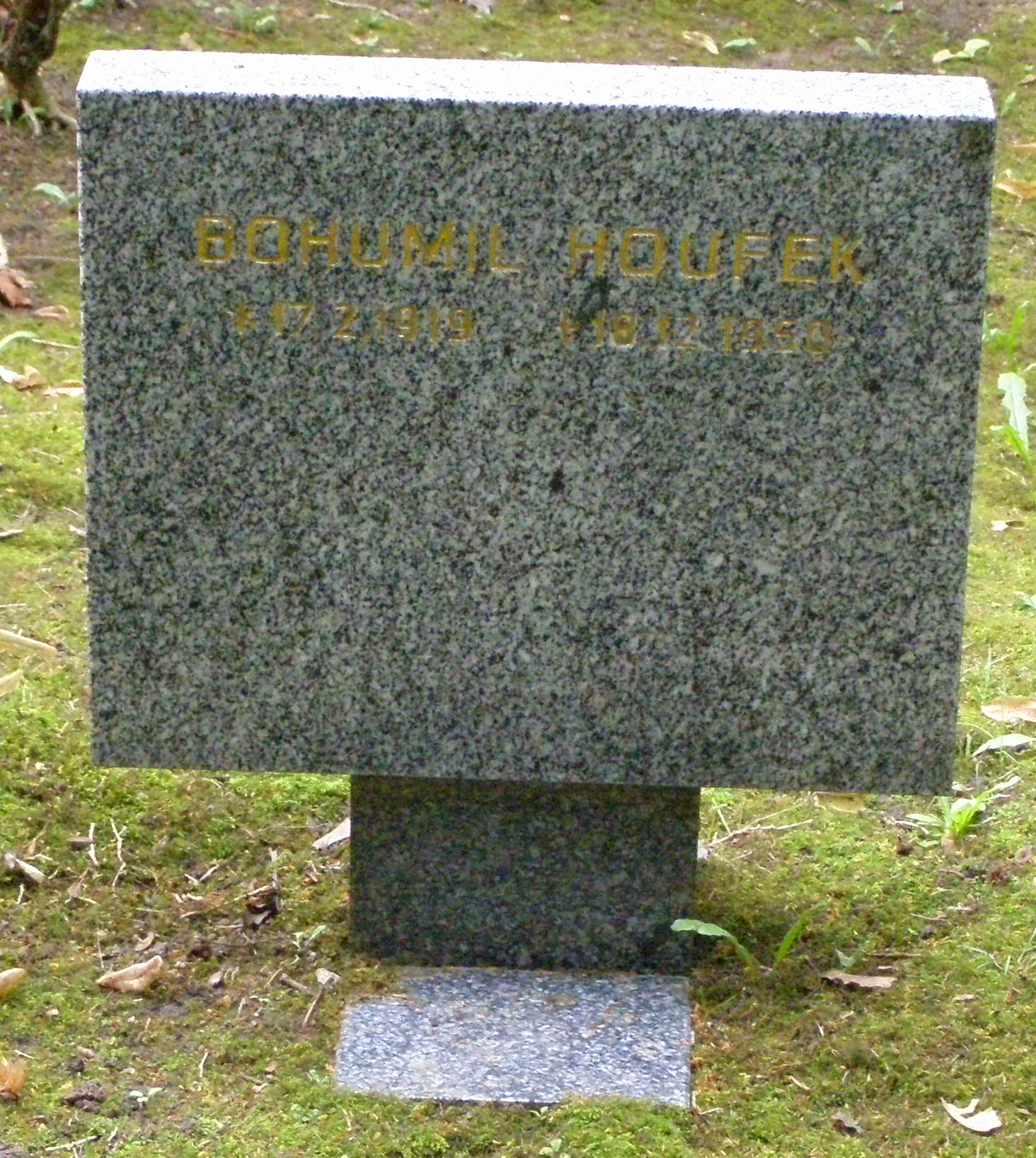
Symbolický hrob B. Houfka na Čestném pohřebišti popravených a umučených z padesátých let (III. odboj) na Ďáblickém hřbitově
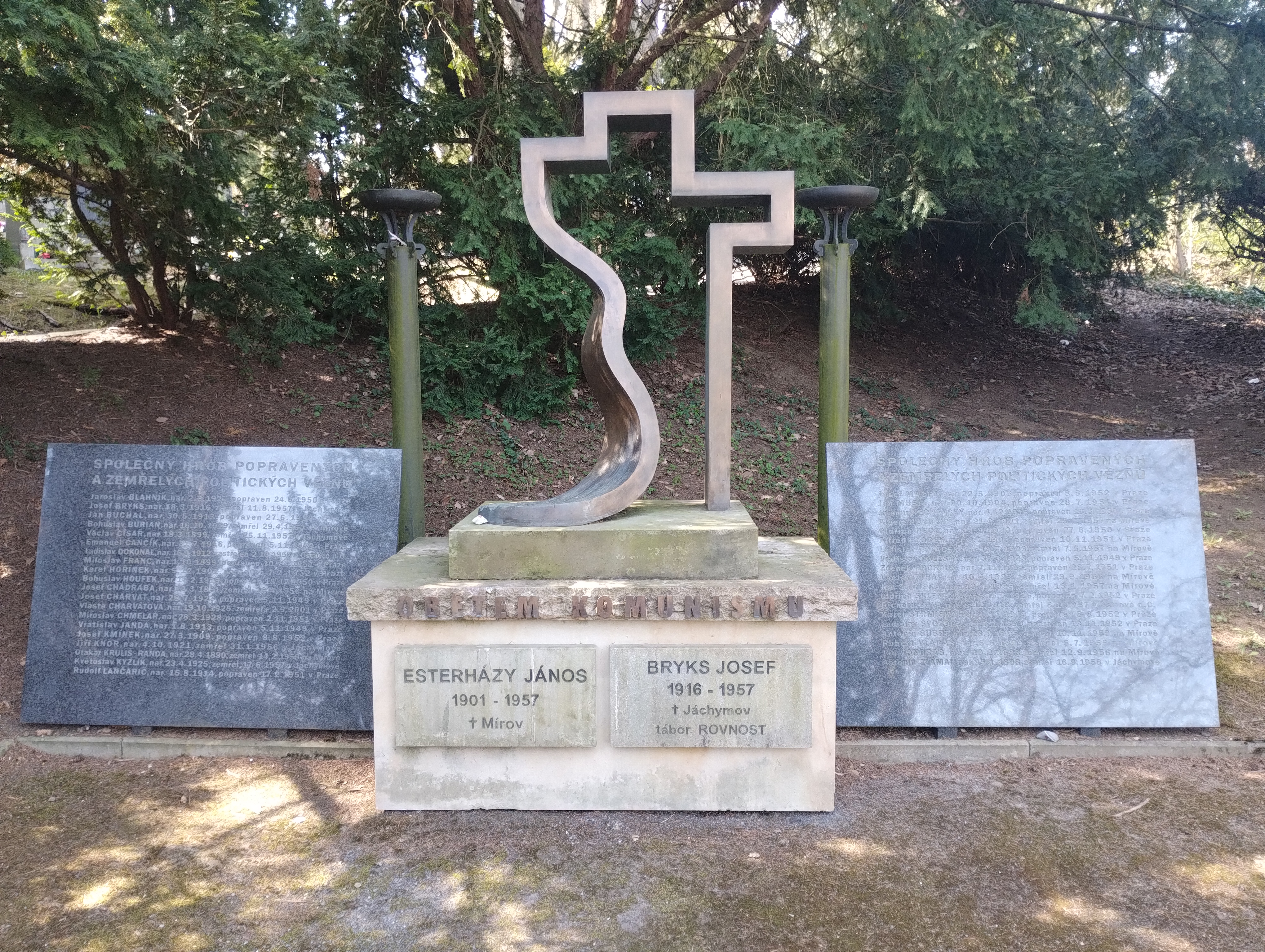
Památník na Čestném pohřebišti politických vězňů, Motolský hřbitov
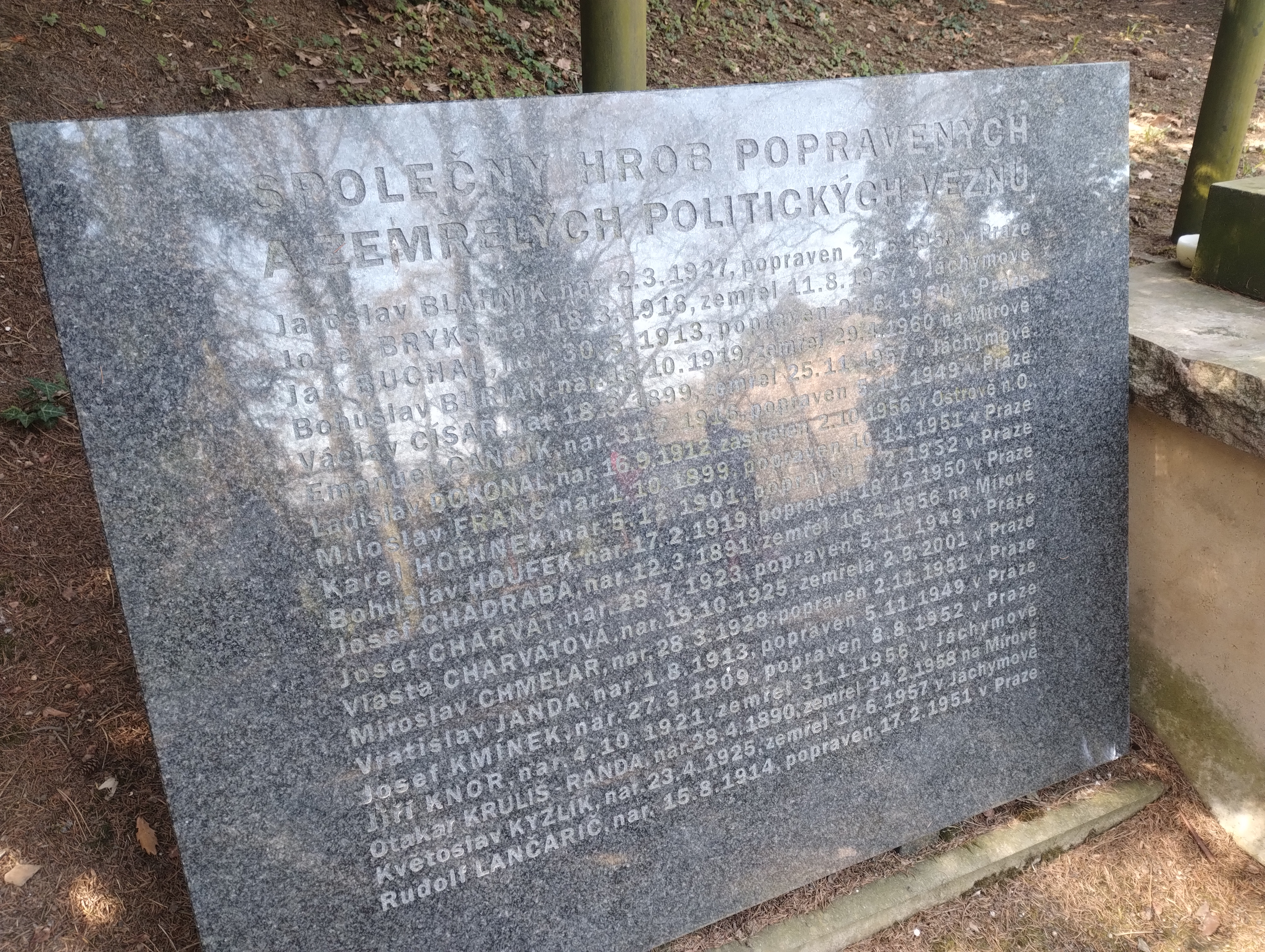
Památník na Čestném pohřebišti politických vězňů, deska vlevo se jménem B. Houfka, Motolský hřbitov